# David Reimer
David Peter Reimer (22. srpna, 1965 – 5. května, 2004) byl Kanaďan, který byl na radu lékařů vychováván jako žena, protože při nepovedené obřízce, která u něj byla vykonána v dětství, došlo k poškození penisu.
Psycholog John Money, který se na případu podílel, uvedl, že přeřazení pohlaví proběhlo úspěšně. Dle něj šlo o důkaz, že genderová identita je primárně naučená. Sexuolog Milton Diamond později podotkl, že Reimer se nedokázal identifikovat se svým naučeným pohlavím; jednalo se o období mezi devátým a jedenáctým rokem. Od patnácti let se Reimer začal ztotožňovat se svým mužským pohlavím. V medicínské obci byl dlouho znám pouze pod anonymním označením „John/Joan“. Později vystoupil na veřejnost, aby odradil ostatní od uplatňování podobných lékařských praktik. Reiner spáchal sebevraždu, trpěl silnými depresemi, nedostatkem financí a problémovým manželstvím.

## Život
David Reimer se narodil ve Winnipegu v Manitobě. Původně byl pojmenován Bruce, jeho bratr (jednovaječné dvojče) se jmenoval Brian. V šesti měsících se vyskytl problém s tím, jak oba chlapci močí; později se ukázalo, že oba trpí fimózou. V sedmém měsíci bylo rozhodnuto, že oba chlapci podstoupí obřízku. 27. dubna, 1966 vykonal urolog zákrok za použití v té době nekonvenční metody zvané kauterizace. Procedura nešla podle plánu a Brucův penis byl spálen do té míry, že už nebylo možné ho uvést do původního stavu. Lékaři se proto rozhodli druhého bratra neoperovat, jeho fimóza odezněla bez chirurgického zákroku.
Rodiče chlapce, znepokojeni myšlenkou, jak jejich syn bude vyrůstat se zdeformovaným přirozením a sexuální dysfunkcí, vyhledali baltimorského psychologa Johna Moneyho. Jeho pověst průkopníka v oblasti sexuálního vývoje a genderové identity se začínala šířit do širších sfér společnosti. Money byl zastáncem tzv. „teorie genderové neutrality“ — myšlenky, v rámci níž je genderová identita vytvářena primárně jako výsledek sociálního osvojování od útlého věku, a je možné ji změnit za použití behaviorální intervence. Reimerovi viděli Moneyho v diskusním pořadu This Hour Has Seven Days, kde byl tázán na otázky ohledně své teorie o pohlaví.
Money, společně se svými kolegy, kteří pracovali s novorozenci, u nichž byla zjištěna abnormalita přirození, věřil, že penis nelze vrátit do původního stavu, avšak funkční vagína by mohla být vytvořena chirurgicky. Prohlašoval, že Reimer by měl větší šanci dosáhnout pohlavní dospělosti jako dívka. Pro Moneyho případ chlapců, z nichž jeden by byl vychováván jako dívka, představoval perfektní příležitost pro ověření svých teorií.
Money, společně se svým týmem, přesvědčil rodiče dítěte o tom, že operativní změna pohlaví bude pro Bruce tím nejlepším řešením. Takřka dvouletý Bruce prodělal orchiektomii (chirurgické odstranění varlat), od této chvíle byl vychováván jako dívka, Brenda. Psychologickou podporu po prodělané změně pohlaví poskytl John Money, ten Reimera ročně vídal po dobu zhruba deseti let a sledoval vývoj celého experimentu. Tento případ byl považován za validní test na ukázku toho, jak je možné změnit genderovou identitu pomocí sociálního osvojení, a to ze dvou důvodů: tím prvním byl fakt, že Reimerův bratr Brian posloužil jako perfektní kontrolní subjekt; bratři totiž sdíleli stejné geny, nitroděložní a rodinné prostředí. Za druhé šlo o to, že se jednalo o první případ změny pohlaví vykonané na dítěti, které nemělo žádné předešlé prenatální či raně postnatální defekty sexuální diferenciace.
Reimer uvedl, že Money nutil chlapce, aby nacvičovali sexuální akty zahrnující „šoupavé pohyby“, David zaujal pozici vespod. Reimer řekl, že jako dítě byl vyzván, aby si klekl na všechny čtyři, zatímco jeho bratr Brian se nacházel těsně za ním, rozkrokem se dotýkajíc jeho zadních partií.
Reimer dále uvedl, že doktor Money ho při dalším aktu přinutil, aby roztáhl nohy, Brian se pak nacházel těsně nad ním. Mezi další Moneyho praktiky patřilo svlékání oblečení a přinucení obou chlapců k tomu, ať si navzájem zkoumají genitálie. Reimer uvedl, že Money přinejmenším jednou pořídil fotografii chlapců při výkonu těchto činností. Moneyho odůvodnění pro tyto různorodé aktivity bylo takové, že „dětské sexuální předcvičování“ bylo nedílnou součástí pro „zdravou genderovou identitu v dospělosti."
Po několik let Money nazýval Reimerův případ pouze John/Joan. Popisoval, dle jeho mínění, úspěšný vývoj ženského subjektu a využíval tento případ jako podporu pro své teorie ohledně chirurgických a hormonálních změn pohlaví. Money uvedl: „chování dítěte se jasně podobá vyzrávajícímu mladému děvčeti a je diametrálně odlišné od chlapecké nátury, kterou disponuje její bratr.“ Poznámky bývalého studenta, který docházel do Moneyho laboratoře, ukazují, že Reimerovi rodiče při návštěvách laboratoře lhali ohledně vývoje celého projektu. U Briana se později objevila schizofrenie.
Reimerovy návštěvy baltimorské nemocnice byly spíše traumatizující, neboť doktor Money naléhal na rodinu, aby přivedla Davida na operaci, při níž by byla chirurgicky vytvořena vagína; Reimerovi ustali s pravidelnými návštěvami. Od 22. měsíce věku až do dospělosti Reimer močil skrze otvor, který lékaři umístili poblíž břicha. Během dospívání mu byl podáván hormon estrogen na podporu růstu prsou. Jakmile rodina přerušila konexe s nemocnicí, Money již další zprávy ohledně případu nepublikoval.
Reimerův případ se dostal do mezinárodního povědomí v roce 1997, když svůj příběh sdělil sexuologovi Diamondu Miltonovi. Ten požádal Reimera o svolení příběh publikovat, aby odradil další lékaře od provádění podobných praktik na novorozencích. V prosinci téhož roku zveřejnil novinář magazínu Rolling Stone John Colapinto podrobnou zprávu o celém případu.
Colapinto později rozpracoval celou zprávu do knihy s názvem As Nature Made Him: The Boy Who Was Raised as a Girl (volně přeloženo jako: Jak ho příroda stvořila: chlapec, který byl vychováván jako dívka). V ní se lze dočíst, že Reimer nikdy sám sebe nepovažoval za dívku. Byl ostrakizován a šikanován svými vrstevníky. Šaty s volánky (které byl nucen nosit během třeskutých zim), ani ženské hormony, které užíval, ho nepřiměly cítit se jako žena. Ve svých třinácti letech začal trpět sebevražednými myšlenkami. Rodičům řekl, že se zabije, pokud ho donutí ještě někdy vidět Johna Moneyho. V roce 1980 Reimerovi sdělili synovi pravdu ohledně prodělané změny pohlaví. Obeznámen s tímto faktem, Reimer se rozhodl pro osvojení mužské genderové identity, v té době mu bylo 14 let; jako křestní jméno si zvolil David. V průběhu roku 1987 prodělal léčbu, která měla zvrátit předešlé zákroky související se změnou pohlaví. Jednalo se o injekce s testosteronem, dvojitou mastektomii a dvě faloplastické operace (chirurgické vytvoření penisu).
22. září 1990 se Reimer oženil s Jane Fontaineovou, která měla tři děti z předchozího vztahu.

## Smrt
Reimer měl velmi komplikovaný vztah se svými rodiči. Navíc řešil neustále problémy s nezaměstnaností. Další nešťastnou událostí byla smrt Reinerova bratra Briana, který zemřel 2. července 2002 na předávkování antidepresivy. 2. května 2004 Reimerova manželka prohlásila, že by ráda žila odděleně. V ranních hodinách 5. května 2004 Reimer nasedl do svého vozu a dojel před obchod s potravinami, kde zaparkoval, vytáhl upilovanou brokovnici a usmrtil se střelou do hlavy. V té době mu bylo 38 let.

## Dopady
Názory doktora Moneyho na téma poddajnost pohlaví se staly stěžejními pro řadu odborníků v lékařských kruzích. Za dobu třiceti let od úvodní zprávy popisující pohlavní změnu jako úspěšnou, doktoři pokračovali ve stopách doktora Moneyho, domnívajíce se, že změna pohlaví byla v určitých případech tím správným rozhodnutím. Během tohoto období bylo provedeno tisíce zákroků souvisejících se změnou pohlaví.
Novinový článek, který byl následován knihou o Reimerově životě, zapříčinil změnu v některých lékařských postupech, také pozměnil chápání ohledně dosavadních poznatků v oblasti biologie lidského pohlaví. Díky zveřejnění tohoto případu se snížilo množství operací vykonávaných na chlapcích narozených s mikropenisem, na jedincích s vrozenými vadami a na chlapcích, kteří přišli o penis v raném věku.
Kniha, kterou Colapinto napsal, popisovala nepříjemné dětské terapie, kterých se Reimer účastnil. Z knihy lze vyvodit, lze Money ignoroval či zatajil důkazy o tom, že Reimerův přerod na ženu se nevyvíjel dobře. Moneyho zastánci tvrdí, že některá nařčení ohledně špatně vedených terapií mohla být způsobena poruchou paměti; Reimerovi, dle slov těchto zastánců, nemluvili pravdu, když komunikovali s danými odborníky.
O Reimerově případu se zmínila Judith Butlerová se své knize Undoing Gender (2004). Kniha se zabývá genderovou identitu, pohlavím, psychoanalýzou a nabízí rady pro odborný lékařský personál, jak postupovat při kontaktu s transsexuály. Butlerová použila Reimerův případ, aby přezkoumala svou teorii performativity, o které se prvně zmínila ve své knize Gender Trouble.

## Dokumenty
V dokumentu Horizon, produkovaném BBC, bylo možné vidět dvě epizody, které mapovaly Reimerův život. První díl s názvem Boy Who Was Turned into Girl byl odvysílán v roce 2002, druhý díl s názvem Dr. Money and the Boy with No Penis poté v roce 2004.